# Nasa dolichostemon
Nasa dolichostemon là một loài thực vật có hoa trong họ Loasaceae. Loài này được (Urb. & Gilg) Weigend mô tả khoa học đầu tiên năm 2006.